# Biblioteca nazionale romena
La Biblioteca nazionale romena (in romeno Biblioteca Națională a României) è la biblioteca nazionale della Romania con sede principale nella capitale Bucarest e filiali a Bucarest (collezioni speciali), ad Alba Iulia (Biblioteca Batthyani) e a Craiova (Biblioteca Omnia). Assolve al compito di custodire tutte le pubblicazioni librarie della Romania.

## Storia
Le origini della biblioteca possono essere fatte risalire alla biblioteca del Collegio di San Sava (Colegiul Sfântul Sava): il Collegio era stato fondato nel 1694 e la sua biblioteca aperta nel 1836, con un patrimonio di circa 1000 volumi. Dopo l'Unione dei Principati Rumeni del 1859, la biblioteca divenne ufficialmente nazionale (Biblioteca Națională). Nel 1864 assunse il nome di Biblioteca centrale dello Stato (Biblioteca Centrală a Statului).
Nel 1901 tutte le collezioni furono cedute alla Biblioteca dell'Accademia rumena. Conseguentemente, dal 1901 al 1955, la Biblioteca dell'Accademia rumena divenne la biblioteca nazionale. Nel 1955, la Biblioteca centrale dello Stato fu riorganizzata, in modo da recuperare le funzioni di biblioteca nazionale. Nel 1989, dopo la caduta del regime comunista, la Biblioteca centrale dello Stato assunse nuovamente il nome di Biblioteca nazionale della Romania.

## Nuovo edificio
Nel 1986 si diede inizio ai lavori per la costruzione di un nuovo grande edificio, fra Piața Unirii e Nerva Traian. Il capo architetto era Cezar Lăzărescu, che morì nel 1986, prima che l'edificio fosse terminato. Poco dopo il 1989, benché alcune parti dell'edificio fossero già state terminate o in avanzato stato di costruzione, la costruzione fu interrotta per diversi anni per mancanza di fondi. Nel 2009 il progetto fu assegnato al Ministero della Cultura e del Patrimonio nazionale, che portò a termine la costruzione nel 2011 e ordinò l'apertura al pubblico della biblioteca nell'anno seguente.
La costruzione della nuova sede è costata 110 milioni di euro.

## Missione
La Biblioteca nazionale è un'istituzione culturale sotto la supervisione del Ministero della Cultura. Il suo scopo è gestire il patrimonio nazionale delle pubblicazioni, attraverso l'acquisizione e la conservazione di documenti, che rende fruibile al pubblico per esigenza di ricerca o di studio personale.

## Collezioni
Le collezioni speciali comprendono:
- Bibliofilie (libri rari);
- Manuscrise (manoscritti, fra cui l'Evangeliario di Lorsch custodito alla Biblioteca Batthyani di Alba Iulia);
- Arhiva Istorică (archivio storico);
- Periodice românești vechi (periodici romeni storici);
- Stampe;
- Fotografii (fotografie);
- Cartografie (mappe geografiche);
- Audio-Vizua (audiovisivi).

## Statistiche
- 13 000 000 documenti a catalogo;
- 162 incunaboli;
- 20 054 libri antichi romeni e stranieri;
- 10 964 libri rari romeni e stranieri;
- 10 964 documenti audiovisivi;
- 36 759 manoscritti antichi e recenti;
- 47 745 serie di periodici;
- Oltre 800 stampe;
- 70 000 fotografie originali.